# Autociclos Dobi
Autociclos Dobi war ein spanischer Hersteller von Automobilen.

## Unternehmensgeschichte
Das Unternehmen aus Madrid begann 1919 mit der Produktion von Automobilen. 1920 endete die Produktion.

## Fahrzeuge
Das einzige Modell war ein Cyclecar. Für den Antrieb sorgte ein Zweizylindermotor von Douglas Motors. Die Kraftübertragung erfolgte mit Riemen. Insgesamt ähnelte das Fahrzeug den Modellen von David.